# Asura ochracea
Asura ochracea är en fjärilsart som beskrevs av Butler 1877. Asura ochracea ingår i släktet Asura och familjen björnspinnare. Inga underarter finns listade i Catalogue of Life.